# Francis R. Lassiter

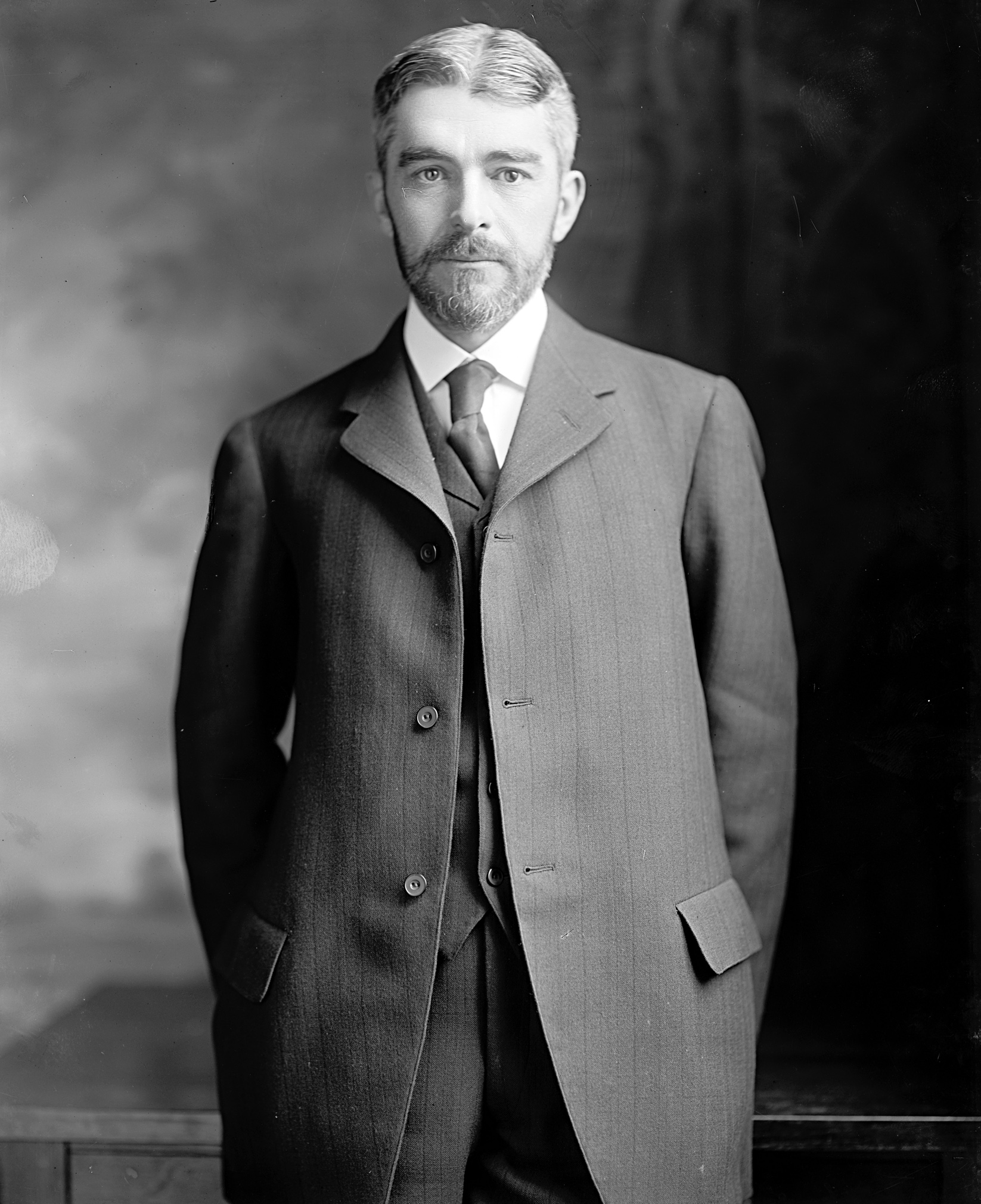
Francis R. Lassiter

Francis Rives Lassiter (* 18. Februar 1866 in Petersburg, Virginia; † 31. Oktober 1909 ebenda) war ein US-amerikanischer Jurist und Politiker. Zwischen 1900 und 1909 vertrat er zweimal den Bundesstaat Virginia im US-Repräsentantenhaus.

## Werdegang
Francis Lassiter war der Bruder von Generalmajor William Lassiter (1867–1959) und Großneffe des Kongressabgeordneten Francis E. Rives (1792–1861). Er besuchte zunächst die McCabe’s University School. Nach einem anschließenden Jurastudium an der University of Virginia in Charlottesville und seiner 1887 erfolgten Zulassung als Rechtsanwalt begann er in Boston in diesem Beruf zu arbeiten. Bereits im Jahr 1888 kehrte er nach Petersburg zurück, wo er ebenfalls als Anwalt praktizierte. Von 1888 bis 1893 war er auch juristischer Vertreter dieser Stadt. Danach fungierte er zwischen 1893 und 1896 als Bundesstaatsanwalt für den östlichen Teil des Staates Virginia. Lassiter war auch Hauptmann in der Staatsmiliz. Politisch schloss er sich der Demokratischen Partei an.
Nach dem Tod des Abgeordneten  Sydney Parham Epes wurde Lassiter bei der fälligen Nachwahl für den vierten Sitz von Virginia als dessen Nachfolger in das US-Repräsentantenhaus in Washington, D.C. gewählt, wo er am 19. April 1900 sein neues Mandat antrat. Nach einer Wiederwahl konnte er bis zum 3. März 1903 im Kongress verbleiben. Danach wurde Robert G. Southall zu seinem Nachfolger gewählt. Bei den Kongresswahlen des Jahres 1906 wurde Lassiter erneut im vierten Wahlbezirk von Virginia in das US-Repräsentantenhaus gewählt, wo er am 4. März 1907 Southall wieder ablöste. Nach einer Wiederwahl konnte er sein Mandat bis zu seinem Tod am 31. Oktober 1909 ausüben.